# میترا کلهر
میترا کلهر (زادهٔ ۲۳ شهریور ۱۳۶۴) یک ورزشکار اسکی آلپاین و همچنین ورزشکار اسبق اسکی روی چمن اهل ایران است. او در سال‌های ۲۰۰۵ و ۲۰۰۹ در مسابقات جهانی اسکی روی چمن و در سال‌های ۲۰۰۹ و ۲۰۱۱ در مسابقات جهانی اسکی آلپاین حضور داشت. در مسابقات جهانی اسکی روی چمن او توانسته تمامی مسیر مسابقه را طی کند، اما در مسابقات جهانی اسکی آلپاین هیچگاه مسیر مسابقه را به اتمام نرسانده‌است.

## اسکی روی چمن
میترا کلهر حرفهٔ ورزشی خود را با اسکی روی چمن آغاز کرد و در نخستین مسابقه‌اش در براننا به مقام ۱۳ام مارپیچ بزرگ و سوپر-جی رسید. یک ماه بعد در جام جهانی اسکی روی چمن که در پیست دیزین برگزار شد شرکت کرد و در سوپر-جی ۱۴ام و در رقابت‌های مارپیچ بزرگ آخر شد. میترا در سال ۲۰۰۶ در هیچ مسابقه‌ای حضور نداشت و مجدداً از سال ۲۰۰۷ در جام جهانی اسکی روی چمن در پیست دیزین شرکت کرد و در هر حالی که هیچ‌یک از قهرمانان این رشته حضور نداشتند، به مقام دوم دست یافت و در رده‌بندی کلی به مقام ۱۳ام رسید.
در سال ۲۰۰۸ و در جام جهانی اسکی روی چمن در پیست دیزین، او در مارپیچ بزرگ ششم و در سوپر-جی پنجم شد و در نهایت به رتبه ۱۴ام دست یافت. در سال ۲۰۰۹ نیز در سوپر-جی، نهم شد اما در مارپیچ بزرگ از مرحله رقابت‌ها حذف شد و رتبهٔ کلی‌اش در این سال ۱۹ام بود. او از سال ۲۰۰۹ به بعد در هیچ مسابقهٔ اسکی روی چمن شرکت نداشته‌است.

## اسکی آلپاین
میترا طی زمستان ۲۰۰۵/۲۰۰۶ در رقابت‌های رسمی فدراسیون جهانی اسکی اسکی آلپاین در ایران و ترکیه شرکت کرد و اغلب جزء ده نفر اول بود. در زمستان بعد، او جزء سه اسکی باز سریع رقابت‌های فدراسیون جهانی اسکی در ایران بود و در رقابت‌های قهرمانی داخل ایران نیز در شاخهٔ مارپیچ کوچک و مارپیچ بزرگ به رتبهٔ دوم دست یافت. اولین قهرمانی او در سال ۲۰۰۸ به‌دست آمد که در رشتهٔ مارپیچ کوچک در پیست دیزین و دو هفته بعد در شمشک به مقام نخست دست یافت. او در فوریهٔ ۲۰۰۹ یکی از سه ورزشکار ایرانی حاضر در مسابقات جهانی اسکی آلپاین در وال-دیزر بود که در مارپیچ کوچک ۴۹ام و در مارپیچ بزرگ ۵۸ام شد. در مسابقات جهانی اسکی آلپاین در گارمیش-پارتنکیرشن در سال ۲۰۱۱ نیز، در مارپیچ بزرگ، او جزء سه نفر آخر بود و در مارپیچ کوچک نیز از دور رقابت‌ها حذف شد.
میترا کلهر در پایان مسابقه‌های ده مرحله‌ای لیگ اسکی ایران در رشته‌های مارپیچ کوچک، مارپیچ بزرگ، سوپرجی و ترکیبی در پیست‌های اسکی دربندسر و دیزین به مقام نخست دست یافت. او در سال ۱۳۹۵ در رقابتهای بین‌المللی اسکی آلپاین در دربندسر، در رشته مارپیچ کوچک به مقام سوم رسید. سپس در رقابت‌های لیگ اسکی آلپاین ایران در پیست اسکی دربندسر در سال ۱۳۹۶ در جایگاه اول ایستاد. او همچنین در سال ۱۳۹۷ در لیگ بین‌المللی اسکی آلپاین در رشته مارپیچ بزرگ در پیست اسکی بین‌المللی دیزین سوم شد.